# Løgstør Avis
Løgstør Avis var en dansk avis, der udkom i Løgstør og omegn fra 1882 til 1999.
Oprindeligt var Løgstør Avis tilknyttet partiet Venstre, men fra 1976 var den upolitisk. Fra 1950'erne var avismarkedet i Løgstør præget af øget konkurrence fra Aalborg-aviserne. I 1976 blev avisen opkøbt af Fjerritslev Avis, der i 1999 blev fusioneret med Aalborg Stiftstidende. I forbindelse med omstrukeringen til Nordjyske Stiftstidende ophørte Løgstør Avis som selvstændig titel.

## Ekstern henvisning
- Digitaliserede udgaver af Løgstør Avis i Mediestream
- Løgstør Avis i opslagsværket "De Danske Aviser"